# Rytme
 "Puls (musik)" omdirigeres hertil. For andre betydninger af Puls, se Puls (flertydig).
En rytme er i musikkens verden, når tonerne bliver spillet i et bestemt gentaget mønster. I musik, der er skrevet på noder viser nodernes form tonernes relative varighed og dermed er rytmen givet. Der er også en notation for pausernes længde.
En del rytmiske særpræg bliver ikke beskrevet direkte i noderne. Man kan vælge at spille et stykke musik med mere eller mindre swing. Det indebærer, hver anden tone spilles lidt længere end noteret mens de andre spilles lidt kortere. Hvis man spiller helt præcis som når et elektronisk instrument selv spiller en melodi, kan oplevelsen blive ret monoton. Der er dog en meget fin grænse mellem en swingfornemmelse og upræcist spil.
For en skreven tekst gælder det, at rytmen angives af det rytmiske mønsters elementer: betoninger (tryksvage og trykstærke stavelser), tegnsætning, liniebrud og tomme linjer. Her gør det samme sig gældende som for musikken: Uden (vokal) frasering vil en oplæsning af teksten kunne opleves monoton. Omvendt kan en sand mester få stort set enhver tekst til at swinge ved at "overse" visse af tekstens elementer, f.eks. ved ikke kategorisk at overholde tegnsætning eller ved at lave andre betoninger.